# Ponapella
Ponapella é um género de gastrópode  da família Assimineidae.
Este género contém as seguintes espécies:
- Ponapella pihapiha